# Desplaçament (fluid)

En submergir un cos dins del líquid, el nivell indicat per la proveta puja a causa del desplaçament.

En mecànica de fluids, es parla de desplaçament (o volum desallotjat) quan un objecte se submergeix en un fluid, desplaçant-ho en ocupar el seu lloc. El volum del fluid desplaçat pot ser mesurat i, a partir d'això, es pot deduir el volum del cos submergit, que serà exactament igual al volum del fluid desallotjat.
Un objecte que se submergeix desplaça un volum de líquid igual al volum de l'objecte. Pel Principi d'Arquimedes se sap que la massa de l'objecte s'obté multiplicat el seu volum per la densitat del fluid. Si la densitat de l'objecte és menor que la del líquid desplaçat, l'objecte sura; si és major, s'enfonsa. En el cas d'un objecte que sura, el pes de fluid desplaçat serà igual al pes de l'objecte.

## Aplicacions del desplaçament
El desplaçament es pot utilitzar per mesurar el volum d'un objecte sòlid, fins i tot si la seva forma no és regular. Existeixen diversos mètodes per realitzar aquestes mesures. En un cas es registra l'augment del nivell d'aigua quan se submergeix l'objecte en l'aigua. En un segon mètode, l'objecte se submergeix en un recipient completament ple d'aigua, causant que es vessi. Llavors, es recull l'aigua vessada i es mesura el seu volum.